# Magdalena Mouján
Magdalena Araceli Mouján Otaño (1926-2005) est une mathématicienne argentine d'origine basque, une pionnière de l'informatique, de la recherche opérationnelle et de la physique nucléaire en Argentine, et une auteure de science-fiction primée,.

## Biographie
Mouján est née le 26 mars 1926 à Pehuajó (province de Buenos Aires), petite-fille de l'écrivain basque Pedro Mari Otaño (eu). Après avoir étudié les mathématiques à l'université nationale de La Plata, elle a obtenu son doctorat en 1950,.  
Elle a ensuite enseigné à l'Université catholique de La Plata, à l'université nationale de Córdoba, à l'université nationale de Comahue (en) et à l'université nationale de Luján (es), avec une interruption temporaire commençant en 1966 en raison de la révolution argentine,. 
Elle est décédée le 17 juillet 2005 à Mar del Plata. 

## Recherches
En 1957, Mouján devint l'un des quatre membres fondateurs d'un groupe de recherche opérationnelle financé par l'armée argentine et dirigé par le mathématicien Agustín Durañona y Vedia,,. Dans les années 1960, elle a rejoint la Commission nationale de l'énergie atomique (en) et a commencé à utiliser le Clementina (es), le premier ordinateur scientifique en Argentine, à l'Université de Buenos Aires,,. Ses calculs ont servi à la construction du réacteur nucléaire RA-1 Enrico Fermi (en),. 

## Carrière d'écrivain
Mouján a commencé à écrire de la science-fiction au début des années 1960 sous un pseudonyme, « Inge Matquim ». Une histoire de science-fiction de Mouján, Los Huáqueros, a remporté le premier prix conjoint à Mardelcon, la convention de science-fiction (en) de 1968 en Argentine. 
Une autre de ses histoires, Gu ta Gutarrak (qui signifie en basque « nous et les nôtres »), a été écrite en hommage au poème de son grand-père de 1899 du même titre et comme « une satire du mythe nationaliste basque de l'antiquité et la pureté de la race basque ». Il décrit les aventures d'une famille basque itinérante qui retourne dans son pays d'origine à l'époque de ses ancêtres. L'histoire a été acceptée pour un numéro de 1970 du magazine espagnol de science-fiction Nueva Dimensión, mais sa publication a été bloquée par le régime franquiste, car elle était contraire aux idéaux de l'unité espagnole. L'histoire a été traduite en plusieurs langues et finalement republiée par Nueva Dimensión en 1979, après la mort de Franco,,.

## Publications
- Gu ta gutarrak (Gu ta gutarrak), Magdalena Mouján Otaño (Argentine), anthologie "Utopiae 2006", éd. L'Atalante, octobre 2006, traduction depuis l'espagnol de Sylvie Miller.